# Villard (Haute-Savoie)
Villard település Franciaországban, Haute-Savoie megyében. Lakosainak száma 960 fő (2022. január 1.). Villard Boëge, Bogève, Burdignin, Habère-Lullin, Mégevette és Onnion községekkel határos.

## Népesség
A település népessége az elmúlt években az alábbi módon változott:
| Lakosok száma | 757  | 760  | 782  | 812  | 858  | 905  | 941  | 954  | 960  |
|               | 2013 | 2015 | 2016 | 2017 | 2018 | 2019 | 2020 | 2021 | 2022 |